# Джордж Адамскі
Джордж Адамскі (англ. George Adamski; 17 квітня 1891 — 23 квітня 1965) — польський емігрант, що проживав у США. Відомий тим, що стверджував у 1950-их рр., що літав у космос за допомогою неопізнаного літаючого об'екту.